# Lethedon tannensis
Lethedon tannensis är en tibastväxtart som beskrevs av Sprengel. Lethedon tannensis ingår i släktet Lethedon och familjen tibastväxter. Inga underarter finns listade i Catalogue of Life.